# 粗疣蘚
粗疣蘚（学名：Fauriella tenuis）为碎米蘚科粗疣蘚屬下的一个种。